# Хока (тауншип, Миннесота)
Хока (англ. Hokah) — тауншип в округе Хьюстон, Миннесота, США. На 2000 год его население составило 545 человек.

## География
По данным Бюро переписи населения США площадь тауншипа составляет 65,9 км², из которых 61,6 км² занимает суша, а 4,3 км² — вода (6,49 %).

## Демография
По данным переписи населения 2000 года здесь находились 545 человек, 189 домохозяйств и 157 семей.  Плотность населения —  8,8 чел./км².  На территории тауншипа расположено 196 построек со средней плотностью 3,2 построек на один квадратный километр. Расовый состав населения: 98,90 % белых, 0,18 % афроамериканцев, 0,73 % коренных американцев и 0,18 % приходится на две или более других рас. Испанцы или латиноамериканцы любой расы составляли 0,73 % от популяции тауншипа.
Из 189 домохозяйств в 45,5 % воспитывались дети до 18 лет, в 70,9 % проживали супружеские пары, в 5,8 % проживали незамужние женщины и в 16,9 % домохозяйств проживали несемейные люди. 14,3 % домохозяйств состояли из одного человека, при том 5,3 % из — одиноких пожилых людей старше 65 лет. Средний размер домохозяйства — 2,88, а семьи — 3,18 человека.
31,2 % населения — младше 18 лет, 5,5 % — в возрасте от 18 до 24 лет, 26,8 % — от 25 до 44, 28,8 % — от 45 до 64, и 7,7 % — старше 65 лет. Средний возраст — 39 лет. На каждые 100 женщин приходилось 101,1 мужчин.  На каждые 100 женщин старше 18 приходилось 104,9 мужчин.
Средний годовой доход домохозяйства составлял 53 375 долларов, а средний годовой доход семьи —  53 750 долларов. Средний доход мужчин —  34 107  долларов, в то время как у женщин — 22 361. Доход на душу населения составил 20 752 доллара. За чертой бедности находились 2,5 % семей и 3,9 % всего населения тауншипа, из которых 2,9 % младше 18 и 4,8 % старше 65 лет.